# Ozarba venata
Ozarba venata là một loài bướm đêm trong họ Noctuidae.